# Richard Stearman
Richard James Michael Stearman (Wolverhampton, Inglaterra, Reino Unido, 19 de agosto de 1987) es un exfutbolista inglés que jugaba de defensa y desde julio de 2024 es miembro del cuerpo técnico del Solihull Moors F. C. de la National League de Inglaterra.

## Trayectoria

### Leicester City
Stearman, que nació en Wolverhampton y creció en Leicestershire, se unió a la academia del Leicester City en 1998 tras haber jugado con su equipo local, el Harborough Town. Cuando se desarrolló su potencial para jugar de defensa, firmó su primer contrato profesional en 2004, tras haber ganado el premio al mejor jugador joven del año en el Leicester de la temporada 2003/04. 
Hizo su debut a los 17 años, el 30 de octubre de 2004 en un empate a cero frente al Cardiff, y terminó la temporada con 8 apariciones. Se convirtió en jugador del primer equipo en la temporada 2005/06, y atrajo a una oferta de Sunderland, que fue rechazada por el entonces mánager Rob Kelly, quien dijo que no estaba dispuesto a transferir a una de sus mejores promesas. Stearman permaneció en el club dos temporadas más, siendo elegido como Jugador del Año en la 2007/08.

### Wolverhampton Wanderers
Después de que el Leicester descendiera a la League One, Stearman firmó con el Wolverhampton Wanderers de la Championship, el 25 de junio de 2008 en un contrato de cuatro años.
Hizo su debut con los Wolves en un encuentro frente al Plymouth Argyle. Esa temporada ascendió con el equipo de su ciudad natal a la Premier League.
Dejó el club en 2015, donde registró 234 partidos y jugados y anotó seis goles.

### Fulham
El 1 de septiembre de 2015, Stearman fichó por tres años con el Fulham de la EFL Championship. Durante su primera temporada en el club, jugó 29 encuentros de liga.
El 31 de agosto de 2016 fue enviado de regreso a los Wolves como préstamo por toda la temporada.

### Sheffield United
El 6 de julio de 2017 fue transferido al Sheffield United, el valor del fichaje no fue revelado.

### Huddersfield Town
El 10 de enero de 2020 llegó como agente libre al Huddersfield Town con el que firmó por una temporada y media. Una vez pasado ese tiempo abandonó el club tras no ser renovado su contrato.
El 6 de agosto de 2021 firmó por un año con el Derby County F. C. tras llevar varias semanas entrenando con el equipo. Estuvo una segunda temporada y en agosto de 2023 fichó por el Solihull Moors F. C.

## Selección nacional
Ha sido internacional con la selección inglesa sub-21.
Debutó en un amistoso frente a la República Checa sub-21 el 18 de noviembre de 2008.

## Clubes
| Club                                     | País       | Año       |
| ---------------------------------------- | ---------- | --------- |
| Leicester City F. C.                     | Inglaterra | 2004-2008 |
| Wolverhampton Wanderers F. C.            | Inglaterra | 2008-2015 |
| Ipswich Town F. C. (préstamo)            | Inglaterra | 2013      |
| Fulham F. C.                             | Inglaterra | 2015-2017 |
| Wolverhampton Wanderers F. C. (préstamo) | Inglaterra | 2016-2017 |
| Sheffield United F. C.                   | Inglaterra | 2017-2020 |
| Huddersfield Town A. F. C.               | Inglaterra | 2020-2021 |
| Derby County F. C.                       | Inglaterra | 2021-2023 |
| Solihull Moors F. C.                     | Inglaterra | 2023-2024 |

## Palmarés

### Títulos nacionales
| Título              | Club                          | País       | Año     |
| ------------------- | ----------------------------- | ---------- | ------- |
| EFL Championship    | Wolverhampton Wanderers F. C. | Inglaterra | 2008-09 |
| Football League One | Wolverhampton Wanderers F. C. | Inglaterra | 2013-14 |